# Bianca Williams
Bianca Williams (18 dicembre 1993) è una velocista britannica.

## Palmarès
| Anno                                  | Manifestazione          | Sede       | Evento      | Risultato  | Prestazione | Note                                     |
| ------------------------------------- | ----------------------- | ---------- | ----------- | ---------- | ----------- | ---------------------------------------- |
| In rappresentanza della Gran Bretagna |                         |            |             |            |             |                                          |
| 2011                                  | Europei juniores        | Tallinn    | 4×100 m     | Bronzo     | 45"00       |                                          |
| 2013                                  | Europei under 23        | Tampere    | 200 m piani | Finale     | dnf         |                                          |
| 2013                                  | Europei under 23        | Tampere    | 4×100 m     | Finale     | dnf         |                                          |
| 2014                                  | World Relays            | Nassau     | 4×100 m     | 5ª         | 42"75       |                                          |
| 2014                                  | World Relays            | Nassau     | 4×200 m     | Argento    | 1'29"61     | Record nazionale                         |
| 2014                                  | Europei                 | Zurigo     | 200 m piani | 4ª         | 22"58       |                                          |
| 2015                                  | World Relays            | Nassau     | 4×100 m     | Bronzo     | 42"84       |                                          |
| 2015                                  | Mondiali                | Pechino    | 200 m piani | Semifinale | 22"87       |                                          |
| 2015                                  | Mondiali                | Pechino    | 4×100 m     | 4ª         | 42"10       | Record nazionale                         |
| 2016                                  | Europei                 | Amsterdam  | 4×100 m     | Argento    | 42"45       |                                          |
| 2017                                  | Mondiali                | Londra     | 200 m piani | Semifinale | 23"40       |                                          |
| 2018                                  | Mondiali indoor         | Birmingham | 60 m piani  | Semifinale | 7"26        | Miglior prestazione personale            |
| 2018                                  | Europei                 | Berlino    | 200 m piani | 6ª         | 22"88       |                                          |
| 2018                                  | Europei                 | Berlino    | 4×100 m     | Oro        | 41"88       | Miglior prestazione mondiale stagionale  |
| 2022                                  | Europei                 | Monaco     | 4x100 m     | Finale     | dnf         |                                          |
| 2023                                  | Giochi europei          | Chorzów    | 200 m piani | Bronzo     | 22"75       | [ 1 ]                                    |
| 2023                                  | Mondiali                | Budapest   | 200 m piani | Semifinale | 22"86       | Miglior prestazione personale stagionale |
| 2023                                  | Mondiali                | Budapest   | 4×100 m     | Bronzo     | 41"98       |                                          |
| 2024                                  | World Relays            | Nassau     | 4x100 m     | Bronzo     | 42"80       |                                          |
| 2024                                  | Giochi olimpici         | Parigi     | 200 m piani | Semifinale | 22"58       | Miglior prestazione personale stagionale |
| 2024                                  | Giochi olimpici         | Parigi     | 4x100 m     | Argento    | 41"85       |                                          |
| 2025                                  | Europei indoor          | Apeldoorn  | 60 m piani  | Semifinale | 7"17        |                                          |
| 2025                                  | World Relays            | Guangzhou  | 4x100 m     | Oro        | 42"21       |                                          |
| In rappresentanza dell' Inghilterra   |                         |            |             |            |             |                                          |
| 2014                                  | Giochi del Commonwealth | Glasgow    | 100 m piani | 6ª         | 11"31       |                                          |
| 2014                                  | Giochi del Commonwealth | Glasgow    | 200 m piani | Bronzo     | 22"58       | Miglior prestazione personale            |
| 2014                                  | Giochi del Commonwealth | Glasgow    | 4×100 m     | Bronzo     | 43"10       | Record nazionale                         |
| 2018                                  | Giochi del Commonwealth | Gold Coast | 200 m piani | 6ª         | 23"06       |                                          |
| 2018                                  | Giochi del Commonwealth | Gold Coast | 4×100 m     | Oro        | 42"46       | Record nazionale                         |
| 2022                                  | Giochi del Commonwealth | Birmingham | 4×100 m     | Argento    | 42"41       |                                          |

## Altre competizioni internazionali
2018
- Argento in Coppa continentale ( Ostrava), 4×100 m - 42"55

2023
- Argento ai Campionati europei a squadre di atletica leggera ( Chorzów), 200 m piani - 22"75